# Times New Roman
Times New Roman je črkovna vrsta iz družine serifov. Leta 1931 jo je po naročilu britanskega časnika The Times izdelal delavec podružnice podjetja Monotype, Victor Lardent. The Times se je za to potezo odločil, ko je Stanley Morison, svetovalec podjetja Monotype, objavil članek in v njem kritiziral časnik kot tipografsko zastarel.
Je ena izmed najpogosteje uporabljenih računalniških pisav in je distribuirana z Microsoft Windowsi že od različice 3.1.